# Aurélien Passeron
Aurélien Passeron (Niça, 19 de gener de 1984) és un ciclista francès, que va debutar professionalment el 2007. Del seu palmarès destaquen curses com el Tour dels Aeroports, el Trofeu Franco Balestra o el Gran Premi de la indústria i el comerç artesanal de Carnago.

## Palmarès
- 2003
  - 1r al Tour dels Aeroports
- 2005
  -  Campió de França en ruta sub-23
- 2006
  - 1r al Trofeu Franco Balestra
  - 1r a la Florència-Empoli
  - Vencedor d'una etapa al Giro de Toscana
- 2007
  - 1r al Gran Premi de la indústria i el comerç artesanal de Carnago
  - Vencedor d'una etapa a la Volta a Burgos
- 2009
  - Vencedor d'una etapa al Tour de Szeklerland
  - Vencedor d'una etapa al Tour dels Aeroports
- 2010
  - 1r a la Clàssica Louis-Garneau Mont-real-Quebec
  - Vencedor d'una etapa al Fitchburg Longsjo Classic
  - Vencedor de 2 etapes al International Cycling Classic

### Resultats al Tour de França
- 2008. No surt (6a etapa)